# Arnold Fisher
Arnold Fisher (ur.  1938) – amerykański brydżysta, Senior International Master (WBF).

## Wyniki brydżowe

### Zawody światowe
W światowych zawodach zdobył następujące lokaty:
| Mistrzostwa Świata. Konkurencja teamów | Mistrzostwa Świata. Konkurencja teamów | Mistrzostwa Świata. Konkurencja teamów | Mistrzostwa Świata. Konkurencja teamów | Mistrzostwa Świata. Konkurencja teamów | Mistrzostwa Świata. Konkurencja teamów |
| Rok                                    | Miejsce                                | Zawody                                 | Kategoria                              | Drużyna                                | Pozycja                                |
| -------------------------------------- | -------------------------------------- | -------------------------------------- | -------------------------------------- | -------------------------------------- | -------------------------------------- |
| 2014                                   | Sanya                                  | 14. Seria Mistrzostw Świata            | Seniorzy                               | Sternberg                              | 2                                      |
| 2011                                   | Veldhoven                              | 40. Mistrzostwa Świata Teamów          | Seniorzy                               | USA 1                                  | 4                                      |
| 2010                                   | Filadelfia                             | 13. Seria Mistrzostw Świata            | Seniorzy                               | Sternberg                              | 13                                     |
| 2009                                   | São Paulo                              | 39. Mistrzostwa Świata Teamów          | Seniorzy                               | USA 1                                  | 5                                      |
| 2006                                   | Werona                                 | 12. Mistrzostwa Świata                 | Seniorzy                               | Jean-Marsha                            | 4                                      |
| 2003                                   | Monte Carlo                            | 36. Mistrzostwa Świata Teamów          | Seniorzy                               | USA 2                                  | 3                                      |
| 2002                                   | Montreal                               | 11. Mistrzostwa Świata                 | Seniorzy                               | Levine                                 | 11                                     |
| 2000                                   | Southampton                            | 34. Mistrzostwa Świata Teamów          | Trans                                  | Levine                                 | 28                                     |
| 1998                                   | Lille                                  | 10. Mistrzostwa Świata                 | Seniorzy                               | Levine                                 | 29                                     |
| 1986                                   | Miami Beach                            | 7. Mistrzostwa Świata                  | Open                                   | Treadwell                              | 15                                     |

| Mistrzostwa Świata. Konkurencja indywidualna | Mistrzostwa Świata. Konkurencja indywidualna | Mistrzostwa Świata. Konkurencja indywidualna | Mistrzostwa Świata. Konkurencja indywidualna | Mistrzostwa Świata. Konkurencja indywidualna | Mistrzostwa Świata. Konkurencja indywidualna |
| Rok                                          | Miejsce                                      | Zawody                                       | Kategoria                                    | Pozycja                                      |                                              |
| -------------------------------------------- | -------------------------------------------- | -------------------------------------------- | -------------------------------------------- | -------------------------------------------- | -------------------------------------------- |
| 2010                                         | Filadelfia                                   | 13. Mistrzostwa Świata                       | Seniorzy                                     | Fred Paul                                    | 27                                           |
| 2006                                         | Werona                                       | 12. Mistrzostwa Świata                       | Miksty                                       | Linda Lewis                                  | 182                                          |
| 2002                                         | Montreal                                     | 11. Mistrzostwa Świata                       | Seniorzy                                     | Fred Paul                                    | 6                                            |

## Klasyfikacja
- Arnold Fisher – klasyfikacja WBF (ang.)